# Vörösmellű cinege
A vörösmellű cinege (Periparus rubidiventris) a verébalakúak (Passeriformes) rendjébe, ezen belül a cinegefélék (Paridae) családjába tartozó, 12-13 centiméter hosszú madárfaj. A Himalája területén él, Indiától Mianmarig. A költési időt követően a magasabb hegyvidékről alacsonyabb területekre költözik. Rovarokkal és magokkal táplálkozik. Fészkét a talajtól 6 méteres magasságban helyezi el, faodúba. Áprilistól júniusig költ.

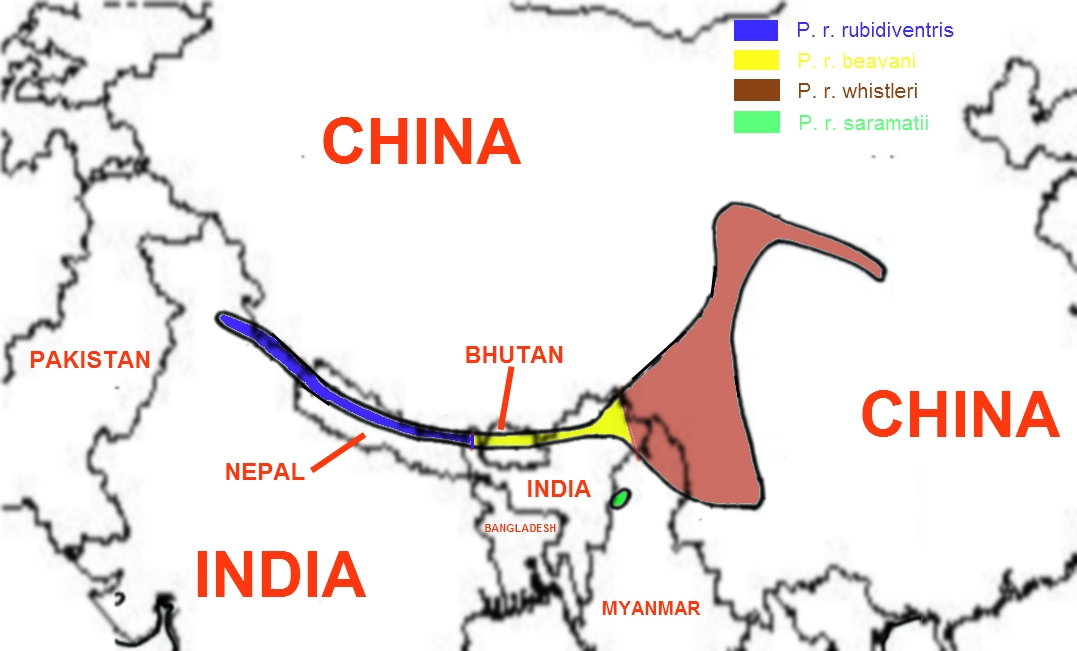

## Alfajai
- P. r. rubidiventris (Blyth, 1847) – a Himalája nyugati és középső része.
- P. r. beavani (Jerdon, 1863) – a Himalája keleti része, Kína délnyugati és középső része, Északkelet-Mianmar.
- P. r. saramatii (Ripley, 1961) – India északkeleti része, Északnyugat-Mianmar.

Egyes szerzők a P. r. beavani alfajtól elkülönítik a P. r. whistleri (Stresemann, 1931) alfajt.

## Külső hivatkozások
- Periparus rubidiventris
- Periparus rubidiventris